# Kurt Weitzmann
Pour les articles homonymes, voir Weitzmann.
Kurt Weitzmann est un historien de l'art né à Kleinalmerode en province de Hesse-Nassau le 7 mars 1904, et mort à Princeton le 7 juin 1993. Il exerça une grande influence dans le domaine de l'art chrétien et byzantin, en contribuant en particulier à renouveler l'étude des manuscrits enluminés byzantins et des icônes, à partir respectivement de ses nombreux séjours au mont Athos et au monastère Sainte-Catherine du Sinaï.

## Biographie
Après des études d'histoire de l'art dans les universités de Münster, Wurtzbourg et Vienne, où il eut notamment pour professeurs Josef Strzygowski et Karl Maria Swoboda, Kurt Weitzmann soutint une thèse sur les ivoires byzantins en 1929 à Berlin sous la direction d'Adolf Goldschmidt. Membre du Deutsches Archäologisches Institut de 1930 à 1934, il effectue ses premiers voyages de recherche à Athènes, Patmos et au Mont Athos. Il épouse en 1932 une autre étudiante de Goldschmidt, Josepha Fiedler, de confession juive : cela le conduit à refuser l'adhésion au parti nazi et à s'exiler à Princeton où il passe le restant de sa vie. Très tôt associé au centre d'études byzantines d'Harvard, Dumbarton Oaks, il est un des principaux contributeurs de la série des Studies on Byzantine Illumination.
En 1977, il organise avec Margaret Frazer la grande exposition The Age of Spirituality au Metropolitan Museum of Art, qui constitue avec le colloque qui lui est associé un tournant dans l'histoire de l'art de l'Antiquité tardive.

## Œuvre
- (en) Greek mythology in Byzantine art, 1951
- (de) Geistige Grundlagen und Wesen der makedonischen Renaissance, 1963
- (en) Illustration roll and codex, 1947, 21970
- Studies in manuscript illumination (series)

- - The Joshua Roll, 1948

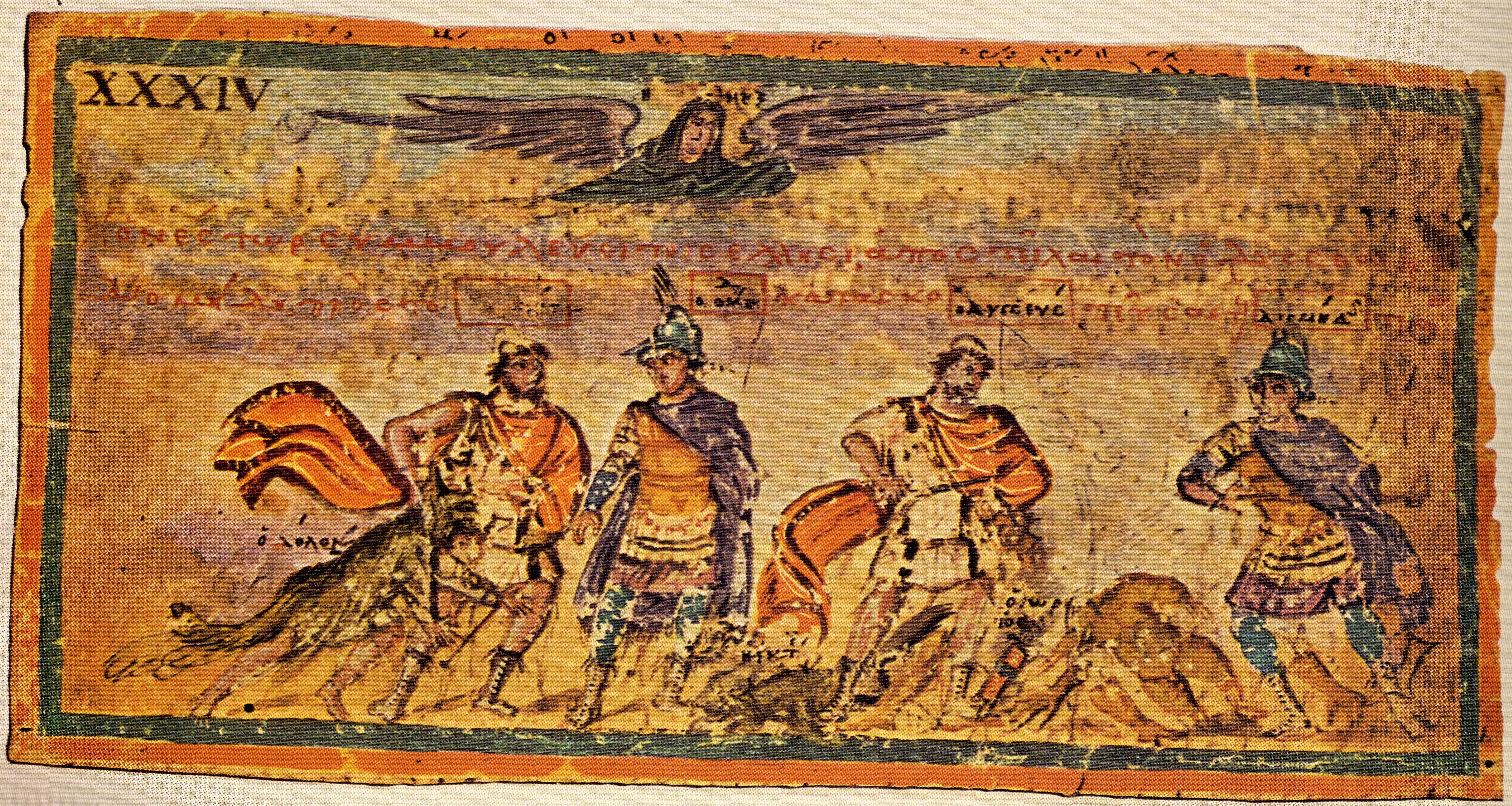
La Capture de Dolon, reproduite de Late Antique and Early Christian Book Illumination de Kurt Weitzmann.

  - The Fresco Cycle of S. Maria di Castelseprio, 1952
  - Ancient book illumination, 1957
- Late Antique and Early Christian Book Illumination, 1970
- The Monastery of St. Catherine at Mount Sinai, The Icons, I, 1976
- (en) Studies in classical and Byzantine manuscript illumination, 1971
- (en) Byzantine book illumination and ivories, 1980
- (en) Byzantine liturgical Psalters and Gospels, 1980
- (en) (avec H. L. Kessler) The Frescoes of the Dura Synagogue and Christian Art, 1990

## Postérité
L'icône B.51 conservée au Monastère Sainte-Catherine du Sinaï est cataloguée comme Weitzmann B.51. Il s'agit d'une Crucifixion de type Christus patiens qui fut probablement réalisée au cours de la seconde moitié du IXe siècle en Palestine.